# Nazionale maschile di rugby a 15 dell'Argentina
La Nazionale argentina di rugby a 15 (in spagnolo: Selección de rugby de Argentina, i cui giocatori sono soprannominati Los Pumas, i Puma) è la rappresentante ufficiale dell'Argentina nelle competizioni e nei test-match di Rugby Union ed è sotto la giurisdizione della Unión Argentina de Rugby (sino al 1951 Union de Rugby de Rio de la Plata). È tra le migliori nazionali di rugby a 15 del mondo (Al 21 novembre 2022 la squadra occupa la 7ª posizione del ranking World Rugby.) e la migliore in assoluto del continente americano. Classificatasi terza alla Coppa del Mondo 2007 alle spalle di Sudafrica e Inghilterra e davanti alla Francia, dal 2012 prende parte al The Rugby Championship.
Dal 2012 partecipa al Rugby Championship, torneo che la vede contrapposta ad Australia, Nuova Zelanda e Sudafrica. È stata negli anni relegata a tornei minori come il Campionato sudamericano di rugby, nel quale non ha mai perso in oltre 50 anni neppure un incontro e il Campionato panamericano di rugby, disputato tra il 1995 e il 2004 contro Stati Uniti, Uruguay e Canada.
Nel 1995-97 venne creata la Coppa Latina con Francia, Italia e Romania, ma il torneo non ha avuto seguito dopo l'ammissione dell'Italia nel "Sei Nazioni".

## Storia

### Le origini

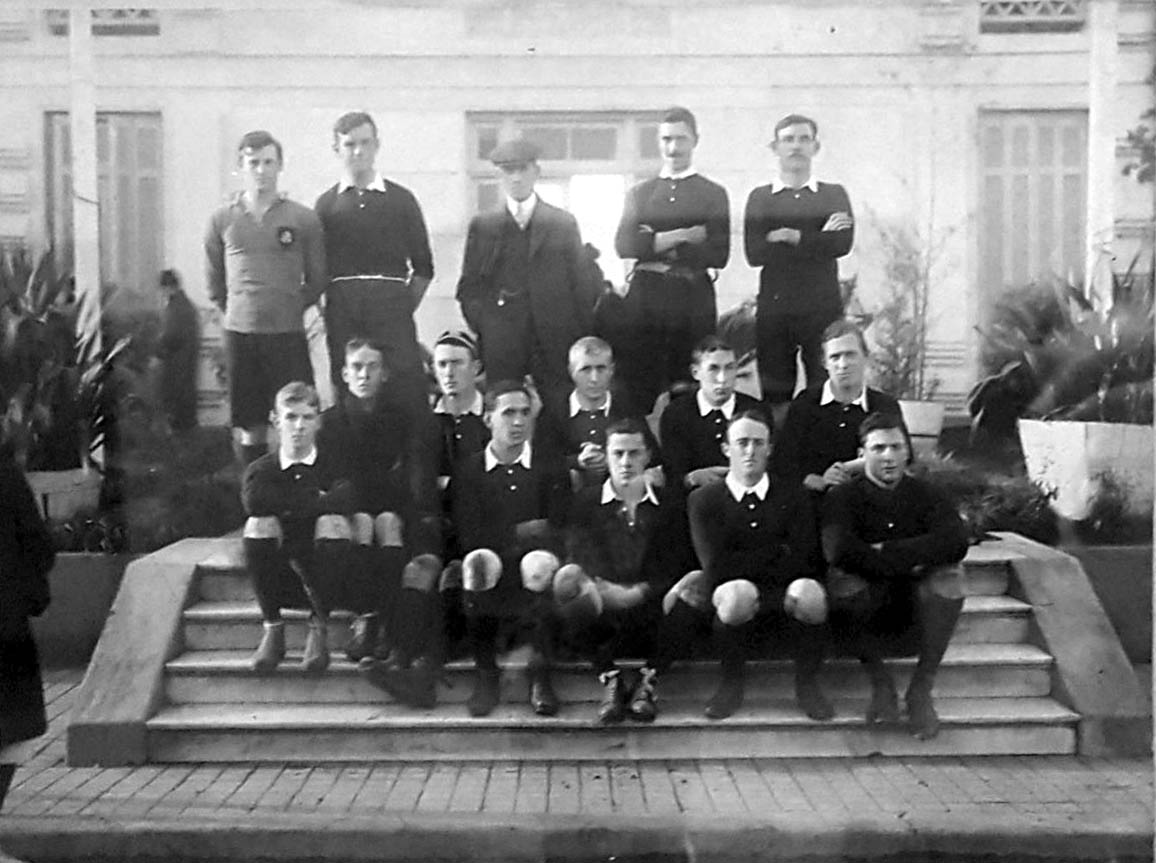
Prima squadra storica, 1910

La prima partita nota di rugby fu disputata nel 1873. Il gioco venne diffuso in Argentina, nella zona di Buenos Aires, porto principale del paese e aperta ai commerci con i paesi britannici.
Nel 1899 quattro club di Buiones Aires fondarono la River Plate Rugby Football Union.
Nel 1910 vi fu un primo contatto internazionale. Una selezione della Università di Oxford si recò in Argentina in tour. Schierando anche alcuni giocatori scozzesi, venne presentata come “Combinado Britannico” o “Gran Bretagna XV” . Gli argentini furono sconfitti per 3-28.
Un'altra selezione britannica ufficiosa visitò l'Argentina nel 1927 per un lungo tour cogliendo 4 vittorie assai nette contro la selezione argentina (formata solo di giocatori della Capitale).
Altri cinque anni trascorsero prima della visita degli “Junior Springboks” che nel 1932 colsero due successi facili.
Nel 1936 per la prima volta una selezione argentina si recò all'estero in un tour in Cile, dove colse facili vittorie. Un mese prima vi era stata la terza visita di una selezione delle Isole britanniche (10 vittorie in 10 partite per i britannici).

### Il dopoguerra
L'attività internazionale conobbe uno stop con la seconda guerra mondiale, che pure risparmiò l'Argentina. Nel 1948 vi fu la visita di una selezione di studenti di Oxford e Cambridge. Colsero due vittorie contro la selezione nazionale, che all'epoca giocava allo stadio “Maldonado” del “Club de Gimnasia y Esgrima de Buenos Aires” (GEBA) .
Sempre nello stesso stadio, l'Argentina affrontò due volte la Francia nel 1949 con altrettante sconfitte.
Nel 1951 furono organizzati a Buenos Aires i primi Giochi panamericani e la River Plate Rugby Football Union propose di organizzare un torneo. Il comitato olimpico Argentino accettò ma a condizione che diventasse una vera federazione nazionale. Fu così che nacque la Union Argentina de Rugby (UAR), mentre la precedente divenne successivamente la Unión de Rugby de Buenos Aires (URBA). La nazionale argentina, formata sempre da giocatori della capitale, si aggiudicò facilmente il torneo, considerato come la prima edizione del Campionato Sudamericano.
Il primo risultato di prestigio arrivò nel 1952 quando fu l'Irlanda ad inviare una selezione (non ufficiale): nel primo dei due match con il “combinado Argentino” , giunse per quest'ultimo uno storico pareggio.
Seguì nel 1954 una visita della Francia. Per l'occasione la nazionale cambiò casa, giocando al più capiente stadio del Ferro Carril Oeste.
Dopo un tour ancora di un “combinado” delle università di Oxford e Cambridge nel 1956 e la vittoria nel campionato sudamericano del 1958, nel 1959 la selezione argentina subì due onorevolissime sconfitte con gli Junior Springboks (6-14) (6-20). Iniziò un privilegiato rapporto rugbistico tra i due paesi.

### 1965-1970: Nasce la leggenda dei Pumas
Nel 1964 vennero allestite due squadre denominate nazionali. La prima, ufficiale, inviata a giocare a San Paolo al Campionato sudamericano; la seconda, ufficiosa ma formata dai giocatori migliori, inviata a Tucuman a disputare come selezione della “capital” il campionato argentino contro selezioni di altre province. Al campionato sudamericano assistettero dei tecnici e il presidente della federazione sudafricana, quindi l'Argentina venne invitata per un tour in Sudafrica: fu la prima spedizione oltremare. Come si usava all'epoca la federazione sudafricana inviò un tecnico (Izaak Van Heerden) a collaborare con i tecnici argentini Alberto Camardón e Ángel Guastella.
A partire dal 1910 varie nazionali e selezioni hanno visitato l'Argentina, mentre la nazionale argentina ha più raramente ricambiato la visita.
- 1910 -  Università di Oxford in Argentina
- 1927 -  Gran Bretagna in Argentina
- 1932 -  Junior Springbocks in Argentina.
- 1936 -  Gran Bretagna in Argentina
- 1936 -  Argentina in Cile
- 1948 -  Oxford-Cambridge in Argentina
- 1949 -  Francia in Argentina
- 1952 -  Irlanda in Argentina
- 1954 -  Francia in Argentina
- 1956 -  Oxford-Cambridge in Argentina
- 1959 -  Junior Springboks in Argentina.
- 1960 -  Francia in Argentina
- 1965 -  Argentina in Sudafrica
- 1965 -  Pau in Argentina
- 1965 -  Oxford-Cambridge in Argentina
- 1966 -  South Africa Gazelles  in Argentina
- 1967 -  Irlanda in Argentina
- 1968 -  Galles in Argentina
- 1969 -  Scozia in Argentina

Il tour del 1965 fu trionfale anche se non affrontarono gli Springboks (in tour in Australia) ma batterono la seconda squadra (Junior Springboks) in un match che ebbe grande risalto in tutto il mondo.
In quell'occasione fu coniato il nome “pumas”: sulla maglia dei giocatori argentini era ed è rappresentato un giaguaro delle Ande (yaguaretè), animale tipicamente americano.
In occasione del primo match in Rhodesia, un giornalista presente all'arrivo della squadra, Carl Kohler, non capì che cosa fosse, e lo scambiò per un puma (anch'esso molto presente in Sudamerica), così il giornale "Wackley Farmer of Rhodesia" presentò la squadra come i "Pumas". Dopo due sconfitte con Rhodesia (17-14) e Northern Transvaal, arrivarono le prime vittorie contro Western Transvaal, South West Africa Country Districts e contro la selezione delle Southern Universities. Infine giunse il successo contro gli Junior Springboks per 11-6.
I giocatori vennero accolti all'aeroporto di Ezeiza a Buenos Aires da una folla enorme. Da allora, dopo i grandi risultati di quel tour, il titolo di ”Puma” venne assegnato, anche retroattivamente, a tutti coloro che avevano o avrebbero vestito la maglia della Nazionale.
Al ritorno i Pumas affrontarono in sequenza il "combinado" Oxford-Cambridge e la squadra campione di Francia del Pau. Il match con i francesi è ricordato più per il gioco duro e le zuffe avvenute che per la vittoria argentina (30-6), tanto che il secondo match venne annullato. Con il "combinado universitario" , i Pumas ottennero uno storico pareggio (19-19) e una sconfitta onorevole.
L'Argentina divenne così meta di tour di squadre dell'aristocrazia del rugby mondiale. Nel 1966 vi fu la vista delle "Gazelles" (praticamente una giovanile del Sudafrica). Gli ospiti ottennero due vittorie per 9-3 e 20-15.
Nel 1967 l'Argentina si confermò facilmente campione sudamericano, dopo che nel 1967 una selezione irlandese si era recata in argentina per due test ufficiosi. I "Pumas" trionfarono con due vittorie sudatissime (8-3) (6-3)
Il Galles arrivò a Buenos Aires nel 1968: i Pumas vinsero la serie di match (una vittoria e un pareggio).
Gli anni '60 si chiusero con l'arrivo della Scozia. La serie finì con una vittoria per parte, 20-3 per i Pumas e 6-3 per gli scozzesi.

### Anni 70: i Pumas alla conquista dell'Europa

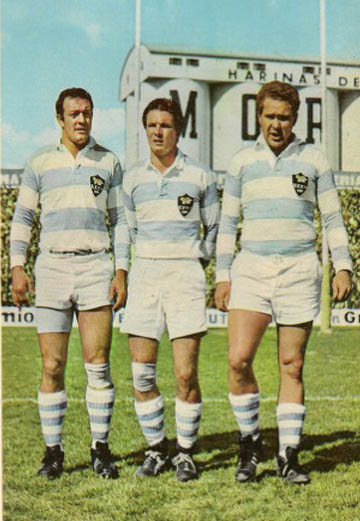
García Yáñez, Handley e Foster en 1970.

Negli anni 70 grazie ad una serie di confronti internazionali i Pumas diventano una realtà assai rispettata nel panorama mondiale
- 1970 -  Irlanda in Argentina
- 1971 -  Argentina in Sud Africa
- 1971 -  Oxford-Cambridge in Argentina
- 1972 -  SA Gazelles in Argentina
- 1973 -  Romania in Argentina
- 1973 -  Argentina in Europa
- 1974 -  Francia in Argentina
- 1975 -  Argentina in Francia
- 1976 -  Nuova Zelanda in Argentina
- 1976 -  Argentina in Galles
- 1977 -  Francia in Argentina
- 1978 -  Argentina in Europa
- 1979 -  Argentina in Nuova Zelanda
- 1979 -  Australia in Argentina

Ancora nel 1970 vi fu la visita ufficiosa della nazionale irlandese che venne superata due volte.
Nel 1971 i Pumas, affidati a Ángel Guastella and Eduardo Poggi, pareggiarono una serie in Sudafrica con le Gazelles nel secondo tour d'oltremare della storia.
Seguì la visita del "combinado" di Oxford-Cambridge, sconfitta per la prima volta in entrambi i match. Nella nazionale argentina, ha esordito da poco nel Campionato sudamericano il giocatore che segnerà la storia del rugby argentino per 20 anni: Hugo Porta che arriverà nel 1985 ad essere votato come il miglior giocatore al mondo per la rivista Midi Olympique e nel 1999 il miglior mediano di apertura di tutti i tempi per la rivista Rugby World.
Nel 1973, i Pumas si recano in tour in Europa, dopo che pochi mesi prima il tour in Argentina dell'Inghilterra era stato annullato per paura di attentati terroristici, vista la situazione gravissima nel paese sudamericano conseguente al ritorno di Peron e al Massacro di Ezeiza del 20 giugno 1973. L'Argentina cedette onorevolmente sia all'Irlanda sia alla Scozia.
Anche con la Francia, in tour in Sudamerica nel 1974, vi furono due onorevoli sconfitte. La visita fu ricambiata, con analoghi risultati nel 1975.
Il 1976 fu l'anno della consacrazione. I grandi All Blacks neozelandesi visitano l'Argentina in un tour e affrontano, vincendo, due volte i Pumas.
In autunno, la nazionale Argentina si reca in Galles. A Cardiff il Galles è sopravanzato dai Pumas per quasi tutta la partita e conquista la vittoria solo grazie ad un calcio di punizione in pieno recupero ad opera di Phil Bennett.
Nel 1977 la Francia visita l'Argentina. Dopo una pesante sconfitta nel primo match (3-28) per la prima volta i Pumas conquistano un pareggio storico (18-18) in una sfida che sarà ricordata per la sfida tra i mediani di apertura e piazzatori Hugo Porta e Jean-Michel Aguirre, che realizzano tutti i punti delle due squadre.
La squadra di questi anni è giunta però alla fine di un ciclo. Dissidi tra giocatori e direzione tecnica portano la quasi totalità dei giocatori ad abbandonare la nazionale.
A dirigere la squadra viene richiamato Ángel Guastella, che trova collaborazione con il capitano del 1965, Aitor Otaño, e in José L. Imhoff.
Per il tour del 1978 in Europa, la squadra è completamente rinnovata: il solo Hugo Porta aveva partecipato al tour in Galles di due anni prima e viene richiamato in nazionale anche Hector "Pochola" Silva che aveva smesso di giocare 5 anni prima. Tutti gli altri sono giocatori molto giovani e meno esperti, per lo più sotto i vent'anni, ma che diventeranno la colonna della grande squadra degli anni 80: Marcelo Loffreda, Rafael Madero e Gabriel Travaglini. Malgrado l'inesperienza, a Twickenham i Pumas conquistano un pareggio meritatissimo. Eroe della partita è Marcelo Campo che realizza una meta saltando nel vero senso della parola l'estremo inglese paratosi davanti a lui. Segue una vittoria con il Galles "B" (ma imbottito di giocatori normalmente in nazionale) e con il Leinster. Il tour si chiude con una sconfitta inaspettata con l'Italia.
Nel 1979 i Pumas, ora diretti da Luis Gradín e Aitor Otaño, si recarono in Nuova Zelanda vincendo tutti i 6 match contro le selezioni provinciali e perdendo in modo onorevole i due match contro gli All Blacks (9-18) (6-15).
Il decennio si chiuse con una gloriosa vittoria interna contro l'Australia (17-12) decisa da una stupenda meta di Ricardo Mastai dopo una fuga di 70 metri di Marcelo Loffreda. Anche lo stadio del Ferrocarrill era diventato stretto per il crescente pubblico e la nuova casa dei Pumas per i match più importanti diventò lo stadio calcistico del Velez Sarsfield.

### Il Sudamérica XV
Nel 1980 l'Argentina viene invitata in Sudafrica per un tour. Problematiche politiche, legate al regime di apartheid in quel paese, fecero sì che venisse creata una squadra denominata "Sud America XV" (o "Giaguari"), allargata alla presenza più ornamentale che di sostanza di giocatori uruguaiani, cileni, paraguaiani e brasiliani. Se ufficialmente era una squadra ad inviti, stile Barbarians e senza coinvolgimento della U.A.R., in realtà era una nazionale argentina camuffata che si recò tra il 1980 e il 1984 due volte in Sudafrica e ricevette la visita due volte degli Springboks.
Nel 1982 a Bloemfontein conquistò un rimarchevole successo per 21-12 (tutti i punti furono realizzati da Hugo Porta).

### Gli Anni '80
Oltre al confronto con il Sudafrica, nel 1980, l'Argentina ricevette le visita di Figi (due vittorie) e Inghilterra (un pareggio e una sconfitta).
Nel 1981 la guida della nazionale fu affidata a Rodolfo O'Reilly.
Guidata sempre dal suo capitano Hugo Porta (votato nel 1985 miglior giocatore del mondo nel referendum annuale del settimanale francese Midi Olimpique), i "Pumas" avviarono un periodo di rinnovamento che li portò nel 1983 al clamoroso successo di Brisbane quando soverchiarono l'Australia di Mark Ella e David Campese con un netto 18-3. Persero il secondo match caratterizzato dall'arbitraggio del gallese Clive Norling che assegnò una incredibile meta tecnica a favore dell'Australia per un fallo veniale avvenuto a oltre 20 metri dalla linea di meta.
Nel 1984 Hector "Pochola" Silva assunse la direzione della squadra ed iniziò un periodo di grande crescita segnati dai successi con la Francia nel 1985 e 1986. dal pareggio con la Nuova Zelanda e dal successo ancora con l'Australia alla vigilia della coppa del Mondo.
In questo periodo l'Argentina non poté affrontare le nazionali britanniche a causa degli strascichi della Guerra delle Falkland.

### Coppa del Mondo 1987: la grande delusione
Il successo con l'Australia alla vigilia della prima edizione del mondiale illuse l'opinione pubblica e i giocatori di poter competere per un posto tra le prime squadre al mondo.
Ma già alla prima partita le speranze ebbero un brutto colpo con la sconfitta con Figi (9-28). La vittoria con l'Italia non bastò per la qualificazione, anche per la preventivata sconfitta con la Nuova Zelanda che si aggiudicherà il torneo.
Hugo Porta, sino ad allora leader di quella squadra, decise di farsi da parte, giunto ormai a 36 anni. Così pure lasciò la guida della nazionale Hector Silva.

### Il periodo grigio di transizione (1987-1995)
Il rugby stava imboccando la strada del professionismo, e gli anni successivi furono assai duri per l'amatoriale rugby argentino.
Alla guida della squadra venne richiamato Rodolfo O'Reilly: se con le squadre Europee (Francia, Inghilterra ed Italia) i Pumas, riuscivano sul loro terreno a vincere ancora alcuni match, la tournée del 1989 in Nuova Zelanda (due sconfitte per 9-90 e 12-49) evidenziò un divario crescente con la vera élite del rugby mondiale, in quel momento questione tra Australia e Nuova Zelanda.
Nel tour del 1990 in Gran Bretagna, Hugo Porta tornò in nazionale a 39 anni. Dopo un incoraggiante sconfitta di misura a Dublino (18-21) i Pumas crollarono con Inghilterra (0-51), Scozia (3-49) e Barbarians (22-34). Hugo Porta, peraltro infortunatosi nel secondo match, lasciò definitivamente il rugby (diventerà prima ambasciatore argentino in Sud Africa, poi presidente della confederazione sudamericana di rugby, la CONSUR).
A meno di un anno dal mondiale, la squadra venne affidata a Luis Gradín e Guillermo Lamarca. La squadra soffrì anche dell'emorragia di molti giocatori che, trasferitisi in Europa o Australia, finirono per vestire anche le maglie di nazionali come quella italiana.
Alla Coppa del Mondo 1991 l'Argentina arrivò con una squadra assai rinnovata e impreparata (aveva disputato solo il campionato sudamericano contro squadre modeste) e venne superata da Australia, Samoa e Galles. La partita con Samoa fu caratterizzata dalle continue risse.
La ricostruzione della squadra proseguì e i Pumas conquistarono uno storico successo esterno con Francia nel 1992 (24-20).
Fu solo una parentesi, come le due vittorie interne con la Scozia nel 1994 ottenute dalla squadra affidata a Héctor Méndez e José J. Fernández. Alla Coppa del Mondo 1995, i "pumas" furono superati da Inghilterra, Samoa e Italia. Tutte sconfitte di misura, che indicavano segni di rinascita sotto la guida di Alejandro Petra.
Da segnalare che in questo periodo le presenze di giocatori provenienti dalla "provincia", sino ad allora saltuarie per non dire eccezionali, diventano abituali.

### 1995-1999: l'era di Imhoff e Wyllie
Come selezionatori vengono chiamati José Luis Imhoff e il neozelandese Alex Wyllie (che farà per quattro anni la spola con la madrepatria).
I frutti di un duro lavoro si concretizzarono inizialmente nelle vittorie interne del 1997 con l'Inghilterra (33-13) e Australia (18-16).
La squadra trova un nuovo leader in campo in Agustín Pichot, talentuoso mediano di mischia, che dopo l'esordio nel 1995, guiderà la squadra sino al 2007, e validi talenti come Manuel Contepomi, suo fratello Felipe Contepomi, Diego Albanese e il capitano storico Lisandro Arbizu (che aveva esordito già nel 1992).
Molti giocatori emigrano nei club europei e questo accresce il livello di professionalità della squadra.
Al mondiale 1999, l'Argentina si presenta come outsider nel girone con Galles, Samoa. Sconfitta dai padroni di casa, supera Samoa (primo successo in coppa del mondo dopo 12 anni!) e si qualifica per gli ottavi di finale. A Lens i Pumas riescono sorprendentemente a superare l'Irlanda (28-24) in una partita passata alla storia per il forcing finale degli Irlandesi che per oltre dieci minuti premono sulla linea di meta, regolarmente respinti dai Pumas.
Nel quarto di finale con la Francia i Pumas cedono ai futuri vicecampioni del mondo.

### 2000-2007: L'era Loffreda
Dopo il mondiale, Wyllie lascia l'incarico e viene chiamato a dirigere la nazionale uno dei grandi degli anni '80: Marcelo Loffreda. Sin dall'esordio (vittoria interna con l'Irlanda) si intravede un progetto di squadra ben strutturata, capace di pescare tra i giocatori impegnati in Europa ma anche nel campionato nazionale. A novembre 2000 l'Argentina sfiora il successo con Australia e Sudafrica prima di essere travolta dall'Inghilterra (0-19).
Nel 2001 solo una meta nel finale, nata da un calcio di liberazione sbagliato da Pichot, evita agli All Blacks la sconfitta contro i Pumas (20-24), per l'occasione ospiti del più grande stadio di Buenos Aires, quello del River Plate.
Altra sconfitta di misura giunge nel 2003 a Port Elisabeth con il Sudafrica (24-25).
Alla Coppa del mondo 2003 l'Argentina ha ancora, come nel 1999 (e nel 2007), l'onore di disputare la partita inaugurale. Sconfitta dall'Australia (8-24), supera poi facilmente Romania e Namibia e arriva a giocarsi il passaggio ai quarti con l'Irlanda. La sconfitta di misura (15-16) giunge nel finale di un match equilibratissimo.
Questa delusione viene superata rapidamente, Loffreda continua a costruire una squadra sempre più basata sui giocatori impegnati in Europa (e stelle dei rispettivi club). Per facilitare loro il compito, il C.T. organizza i raduni in territorio francese (dove giocano la maggior parte di essi) e nel 2007 delle amichevoli con squadre inglesi nel periodo di sospensione dei campionati per la disputa del Sei Nazioni.
Nel 2005 la squadra si conferma squadra di rango (perde di misura con il Sudafrica), poi vince in casa di Scozia e Italia (ma quest'ultima aveva battuto i Pumas in uno dei due test-match estivi giocati sul suo suolo). La sconfitta interna con Samoa, mostra come questa squadra dipenda dai giocatori impegnati in Europa (molti assenti nell'occasione).
L'11 novembre 2006, i Pumas raggiungono l'apoteosi: vincono a Londra con l'Inghilterra violando lo stadio di Twickenham. Eroe del match è Federico Todeschini, che subentrato ad un compagno piazza 3 calci e realizza una meta dopo aver intercettato un passaggio al largo degli inglesi. La sconfitta porta il tecnico inglese Andy Robinson a dare le dimissioni. Seguirà un successo con l'Italia e una sconfitta immeritata con la Francia.
A pochi mesi dal mondiale l'Irlanda (due volte) e l'Italia vengono battute in match casalinghi.

#### Il Mondiale 2007
Nell'incontro inaugurale della Coppa del Mondo di rugby 2007 i Pumas superano la Francia, vincendo 17-12. Un risultato che fa scalpore, essendo i francesi padroni di casa e gli unici considerati in grado di contendere agli All Blacks il titolo mondiale. Superate Namibia, Georgia e Irlanda, l'Argentina conquista i quarti di finale.
Al termini di una partita equilibrata, superano nei quarti la Scozia per 19-13.
Grande è l'attesa per la semifinale. Addirittura viene spostato l'orario del "superclassico" di calcio tra Boca Juniors e River Plate. La marcia trionfale si interrompe con il Sudafrica che travolge i Pumas, stanchi e forse appagati, vincendo 37-13.
Il riscatto parziale avviene ancora con la Francia, superata nella finale per il terzo posto per 34-10, miglior risultato dei Pumas al Mondiale, che chiude l'era di Loffreda.

### 2007-2011 L'era Phelan
A Loffreda, succede Santiago Phelan coadiuvato da Fabián Turnes.
La squadra si è mantenuta tra le prime 8-9 del mondo.
Al mondiale 2011, ha superato il primo turno, battendo Georgia, Romania, Scozia e perdendo il primo match contro l'Inghilterra. È riuscita dunque a confermarsi tra le migliori squadre al mondo, cedendo nei quarti ai futuri campioni del mondo e padroni di casa della Nuova Zelanda.

## Statistiche

### Confronti totali con le altre Nazionali
Vengono considerati in questa tabella solo gli incontri ufficialmente riconosciuti come Full International. Non vengono conteggiati quindi incontri contro rappresentative locali, squadre di club o selezioni diverse dalla Nazionale maggiore (es. i Barbarians o le selezioni A, B, XV et alii). (Agg. al 23-11-2013)
| Avversario    | 1º incontro       | 1ª vittoria       | G   | V   | N | P   | PF    | PS   | % V/G  |
| ------------- | ----------------- | ----------------- | --- | --- | - | --- | ----- | ---- | ------ |
| Francia       | 28 agosto 1949    | 22 giugno 1985    | 47  | 12  | 1 | 34  | 736   | 1156 | 25,53  |
| Uruguay       | 9 settembre 1951  | 9 settembre 1951  | 32  | 32  | 0 | 0   | 1393  | 323  | 100,00 |
| Cile          | 11 settembre 1936 | 11 settembre 1936 | 30  | 30  | 0 | 0   | 1285  | 181  | 100,00 |
| Australia     | 27 ottobre 1979   | 27 ottobre 1979   | 21  | 4   | 1 | 16  | 317   | 561  | 19,03  |
| Inghilterra   | 30 maggio 1981    | 4 agosto 1990     | 20  | 4   | 1 | 15  | 298   | 533  | 20,00  |
| Italia        | 24 ottobre 1978   | 28 maggio 1987    | 19  | 13  | 1 | 5   | 476   | 326  | 68,42  |
| Nuova Zelanda | 26 ottobre 1985   | 14 novembre 2020  | 19  | 1   | 1 | 17  | 265   | 769  | 5,26   |
| Sudafrica     | 6 novembre 1993   |                   | 17  | 0   | 1 | 16  | 324   | 682  | 0,00   |
| Paraguay      | 16 ottobre 1971   | 16 ottobre 1971   | 16  | 16  | 0 | 0   | 1311  | 58   | 100,00 |
| Galles        | 9 ottobre 1991    | 10 novembre 2001  | 15  | 5   | 0 | 10  | 350   | 428  | 33,33  |
| Brasile       | 13 settembre 1951 | 13 settembre 1951 | 13  | 13  | 0 | 0   | 1060  | 44   | 100,00 |
| Irlanda       | 27 ottobre 1990   | 20 ottobre 1999   | 13  | 5   | 0 | 8   | 249   | 279  | 38,46  |
| Scozia        | 10 novembre 1990  | 4 giugno 1994     | 13  | 9   | 0 | 4   | 218   | 247  | 69,23  |
| Canada        | 3 ottobre 1981    | 3 ottobre 1981    | 9   | 6   | 0 | 3   | 277   | 159  | 66,66  |
| Stati Uniti   | 8 novembre 1989   | 8 novembre 1989   | 9   | 9   | 0 | 0   | 281   | 149  | 100,00 |
| Romania       | 8 settembre 1993  | 8 settembre 1993  | 8   | 8   | 0 | 0   | 317   | 97   | 100,00 |
| British Lions | 12 giugno 1910    |                   | 7   | 0   | 1 | 6   | 31    | 236  | 0,00   |
| Giappone      | 15 maggio 1993    | 15 maggio 1993    | 5   | 4   | 0 | 1   | 205   | 139  | 80,00  |
| Figi          | 1º novembre 1980  | 1º novembre 1980  | 4   | 3   | 0 | 1   | 130   | 96   | 75,00  |
| Samoa         | 13 ottobre 1991   | 10 ottobre 1999   | 4   | 1   | 0 | 3   | 82    | 111  | 25,00  |
| Spagna        | 23 novembre 1982  | 23 novembre 1982  | 4   | 4   | 0 | 0   | 149   | 75   | 100,00 |
| Georgia       | 11 settembre 2007 | 11 settembre 2007 | 3   | 3   | 0 | 0   | 87    | 28   | 100,00 |
| Namibia       | 14 ottobre 2003   | 14 ottobre 2003   | 2   | 2   | 0 | 0   | 130   | 17   | 100,00 |
| Perù          | 11 ottobre 1958   | 11 ottobre 1958   | 1   | 1   | 0 | 0   | 44    | 0    | 100,00 |
| Venezuela     | 1º maggio 2004    | 1º maggio 2004    | 1   | 1   | 0 | 0   | 147   | 7    | 100,00 |
| TOTALE        | TOTALE            | TOTALE            | 331 | 185 | 7 | 139 | 10135 | 6395 | 55,89  |

### Confronti in Coppa del Mondo con le altre Nazionali
| Avversario    | G  | V  | N | P  | PF  | PS  | % V/G  |
| ------------- | -- | -- | - | -- | --- | --- | ------ |
| Francia       | 3  | 2  | 0 | 1  | 77  | 69  | 66,67  |
| Irlanda       | 3  | 2  | 0 | 1  | 73  | 55  | 66,67  |
| Samoa         | 3  | 1  | 0 | 2  | 70  | 83  | 33,33  |
| Australia     | 2  | 0  | 0 | 2  | 27  | 56  | 0,00   |
| Galles        | 2  | 0  | 0 | 2  | 25  | 39  | 0,00   |
| Georgia       | 2  | 2  | 0 | 0  | 58  | 10  | 100,00 |
| Inghilterra   | 2  | 0  | 0 | 2  | 27  | 37  | 0,00   |
| Italia        | 2  | 1  | 0 | 1  | 50  | 47  | 50,00  |
| Namibia       | 2  | 2  | 0 | 0  | 130 | 17  | 100,00 |
| Nuova Zelanda | 2  | 0  | 0 | 2  | 25  | 79  | 0,00   |
| Romania       | 2  | 2  | 0 | 0  | 93  | 11  | 100,00 |
| Scozia        | 2  | 2  | 0 | 0  | 32  | 25  | 100,00 |
| Figi          | 1  | 0  | 0 | 1  | 9   | 28  | 0,00   |
| Giappone      | 1  | 1  | 0 | 0  | 33  | 12  | 100,00 |
| Sudafrica     | 1  | 0  | 0 | 1  | 13  | 37  | 0,00   |
| TOTALE        | 30 | 15 | 0 | 15 | 742 | 605 | 50,00  |

### Altri incontri internazionali
L'Argentina ha giocato, concedendo il titolo di "Pumas" ai giocatori, anche alcuni incontri contro selezioni, club o squadre di altri paesi in veste semiufficiale, oltre i match come "Sudamerica XV" contro il Sudafrica.
| Avversario                     | G  | V  | N | P  | % V/G  |
| ------------------------------ | -- | -- | - | -- | ------ |
| Oxford & Cambridge             | 8  | 2  | 1 | 5  | 25,00  |
| Sudafrica (Come Sudamérica XV) | 8  | 0  | 1 | 7  | 0,00   |
| Irlanda XV                     | 5  | 2  | 2 | 1  | 40,00  |
| Sudafrica Junior               | 5  | 1  | 0 | 4  | 20,00  |
| Sudafrica Gazelles             | 4  | 0  | 0 | 4  | 0,00   |
| Galles XV                      | 3  | 1  | 1 | 1  | 33,33  |
| Scozia XV                      | 3  | 1  | 0 | 2  | 33,33  |
| World XV                       | 3  | 3  | 0 | 0  | 100,00 |
| Barbarians                     | 1  | 0  | 0 | 1  | 0,00   |
| Inghilterra XV                 | 1  | 0  | 0 | 1  | 0,00   |
| Section Paloise                | 1  | 1  | 0 | 0  | 100,00 |
| TOTALE                         | 42 | 10 | 5 | 27 | 23,81  |

## Giocatori

### Giocatori più importanti

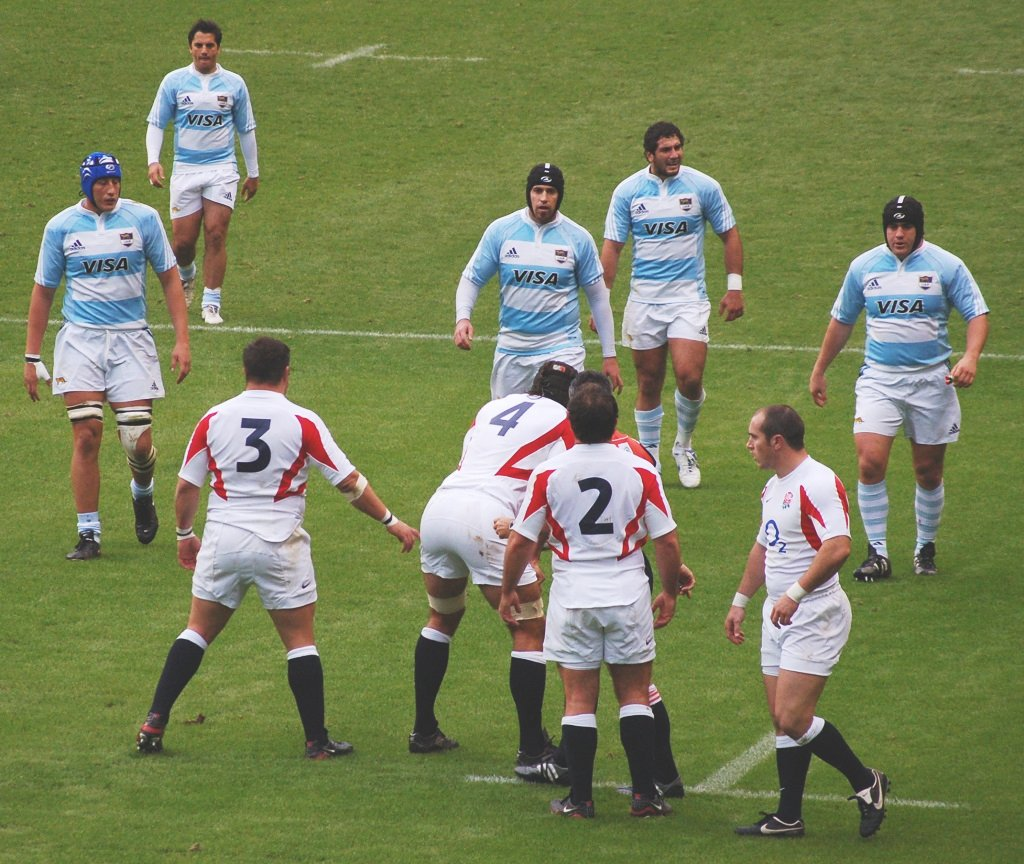
I Pumas (in maglia a righe bianche e azzurre) contro l'Inghilterra (in maglia bianca)

Tra parentesi è indicato il periodo di tempo in cui hanno giocato con la nazionale.
- Horacio Agulla, (2005-2015)
- Patricio Albacete, (2003-2012)
- Diego Albanese, (1995-2004)
- Rimas Álvarez Kairelis, (1998-2009)
- Federico Martín Aramburú, (2004-2009)
- Lisandro Arbizu, (1990-2005)
- Miguel Avramovic, (2005-2009)
- Marcos Ayerza, (2006-2015)
- Lucas Borges, (2003-2010)
- Martín Bustos Moyano, (2009-2013)
- Marcelo Bosch, (2007-2015)
- Gonzalo Camacho, (2009-2015)
- Manuel Carizza, (2004-2015)
- Felipe Contepomi, (1998-2013)
- Manuel Contepomi, (1998-2007)
- Ignacio Corleto, (1998-2007)
- Matías Cortese, (2005-2014)
- Agustín Creevy, (2005-presente)
- Tomás Cubelli, (2010-presente)
- Diego Domínguez, (1989-1991)
- Martín Durand, (1997-2008)
- Julio Farías, (2010-2013)
- Santiago Fernández, (2008-2011)
- Ignacio Fernández Lobbe, (1996-2008)
- Juan Martín Fernández Lobbe, (2004-2015)
- Juan Figallo, (2010-2019)
- Nicolás Fernández Miranda, (1994-2007)
- Lucas González Amorosino, (2009-2016)
- Santiago González Bonorino, (2001-2008)
- Eusebio Guiñazú, (2003-2013)
- Omar Hasan, (1995-2007)
- Pablo Henn, (2004-2013)
- Juan Martín Hernández, (2003-2018)

- Juan José Imhoff, (2009-presente)
- Martín Landajo, (2008-presente)
- Tomás Lavanini, (2013-presente)
- Mario Ledesma, (1996-2011)
- Juan Manuel Leguizamón, (2005-2019)
- Marcelo Loffreda (1979-1994)
- Gonzalo Longo, (1999-2007)
- Esteban Lozada, (2006-2013)
- Rolando Martín, (1994-2003)
- Pablo Matera, (2013-presente)
- Federico Méndez, (1990-2004)
- Patricio Noriega, (1991-1995)
- José María Núñez Piossek, (2001-2008)
- Juan Pablo Orlandi, (2008-2015)
- Lucas Ostiglia, (1999-2007)
- Guido Petti, (2014-presente)
- Santiago Phelan (1997-2003)
- Agustín Pichot, (1995-2007)
- Hugo Porta, (1971-1990)
- Gonzalo Quesada, (1996-2003)
- Rodrigo Roncero, (1998-2012)
- Nicolás Sánchez, (2010-presente)
- Leonardo Senatore, (2008-presente)
- Federico Serra Mirás, (2003-2007)
- Martín Scelzo, (1998-2011)
- Martín Schusterman, (2003-2007)
- Hernán Senillosa, (2002-2007)
- Pedro Sporleder, (1990-2003)
- Gonzalo Tiesi, (2004-2014)
- Federico Todeschini, (1998-2008)
- Joaquín Tuculet, (2012-2020)
- Nicolás Vergallo, (2005-2011)
- Alberto Vernet Basualdo, (2004-2009)

### Rosa attuale
Rosa aggiornata al 01 ottobre 2023.
| Giocatore              | Ruolo | Presenze | Club            |
| ---------------------- | ----- | -------- | --------------- |
| Agustin Creevy         | TL    | 106      | Sale Sharks     |
| Julián Montoya (C)     | TL    | 93       | Leicester       |
| Ignacio Ruiz           | TL    | 7        | Perpignano      |
| Eduardo Bello          | PL    | 19       | Newcastle       |
| Thomas Gallo           | PL    | 21       | Benetton        |
| Francisco Gómez Kodela | PL    | 36       | Lione           |
| Joel Sclavi            | PL    | 16       | La Rochelle     |
| Mayco Vivas            | PL    | 20       | Gloucester      |
| Matías Alemanno        | SL    | 90       | Gloucester      |
| Tomás Lavanini         | SL    | 85       | Clermont        |
| Guido Petti            | SL    | 80       | Bordeaux Bègles |
| Pedro Rubiolo          | SL    | 9        | Newcastle       |
| Rodrigo Bruni          | FL    | 24       | Bayonne         |
| Juan Martín González   | FL    | 29       | Saracens        |
| Facundo Isa            | FL    | 49       | Tolone          |
| Marcos Kremer          | FL    | 62       | Clermont        |
| Pablo Matera           | FL    | 98       | Honda Heat      |
| Joaquín Oviedo         | FL    | 2        | Perpignano      |
| Lautaro Bazán          | MM    | 11       | Rovigo          |
| Gonzalo Bertranou      | MM    | 56       | Dragons         |
| Tomás Cubelli          | MM    | 92       | Miami Sharks    |
| Santiago Carreras      | MA    | 40       | Gloucester      |
| Nicolás Sánchez        | MA    | 102      | Sungoliath      |
| Santiago Chocobares    | CE    | 17       | Tolosa          |
| Lucio Cinti            | CE    | 20       | Saracens        |
| Jeronimo de la Fuente  | CE    | 77       | Perpignano      |
| Matías Moroni          | CE    | 78       | Newcastle       |
| Emiliano Boffelli      | TQ    | 57       | Edimburgo       |
| Mateo Carreras         | TQ    | 15       | Newcastle       |
| Juan Imhoff            | TQ    | 43       | Racing 92       |
| Rodrigo Isgro          | TQ    | 3        | Argentina 7s    |
| Martín Bogado          | ES    | 3        | Highlanders     |
| Juan Cruz Mallia       | ES    | 31       | Tolosa          |

## Allenatori
Nella tabella è riportato l'elenco cronologico degli allenatori della Nazionale argentina, fin dall'istituzione di tale ruolo.
| Nome                                                           | Anni      |
| -------------------------------------------------------------- | --------- |
| Edmundo Stanfield                                              | 1932      |
| Luis Cilley, Edmundo Stanfield e C. Huntley Robertson          | 1936      |
| Juan C. Wells                                                  | 1954      |
| Dermot Cavanagh e Horacio Savino                               | 1956      |
| Jorge Merelle                                                  | 1959      |
| Saturnino Racimo                                               | 1960      |
| Izaak Van Heerden, Alberto Camardón e Ángel Guastella          | 1965      |
| Alberto Camardón e Ángel Guastella                             | 1965-1966 |
| Alberto Camardón e Ángel Guastella                             | 1967-1970 |
| Ángel Guastella e Eduardo Poggi                                | 1971      |
| Ángel Guastella, Eduardo Poggi e Oscar Martínez Basante        | 1972-1973 |
| Carlos Villegas, Emilio Perasso e Jorge Merelle                | 1974      |
| Ángel Guastella, Eduardo Poggi e Oscar Martínez Basante        | 1975      |
| Eduardo Poggi e Eduardo Scharenberg                            | 1976-1977 |
| Ángel Guastella, Aitor Otaño e José L. Imhoff                  | 1978      |
| Eduardo Poggi e Eduardo Scharenberg                            | 1976-1977 |
| Luis Gradín e Aitor Otaño                                      | 1979-1980 |
| Ángel Rodolfo O'Reilly                                         | 1981-1983 |
| Héctor Silva, Aitor Otaño e Ángel Guastella                    | 1985-1986 |
| Héctor Silva e Ángel Guastella                                 | 1987      |
| Rodolfo O'Reilly e Raúl Sanz                                   | 1988-1990 |
| Luis Gradín e Guillermo Lamarca                                | 1990-1991 |
| Rodolfo O'Reilly e Raúl Sanz                                   | 1992      |
| Luis Gradín e José L. Imhoff                                   | 1992      |
| Héctor Méndez e José J. Fernández                              | 1993-1994 |
| Alejandro Petra e Ricardo Paganini                             | 1995      |
| Alejandro Petra e Emilio Perasso                               | 1995      |
| José L. Imhoff, José J. Fernández, Héctor Méndez e Alex Wyllie | 1996      |
| José Luis Imhoff, Héctor Méndez e Alex Wyllie                  | 1997      |
| José Luis Imhoff e Alex Wyllie                                 | 1998-1999 |
| Héctor Méndez e Alex Wyllie                                    | 1999      |
| Alex Wyllie                                                    | 1999      |
| Marcelo Loffreda e Daniel Baetti                               | 2000-2007 |
| Santiago Phelan e Fabián Turnes                                | 2008-2013 |
| Daniel Hourcade                                                | 2013-2017 |
| Mario Ledesma                                                  | 2018-2022 |
| Michael Cheika                                                 | 2022-2024 |
| Felipe Contepomi                                               | 2024-     |